# Кардополовка
Кардополовка — река в России, протекает в Котельничском районе Кировской области. Устье реки находится в 7,4 км по левому берегу реки Ир. Длина реки составляет 12 км.
Исток реки в заболоченном лесу в урочище Поволочное у нежилой деревни Алексинская в 46 км к юго-западу от Котельнича. Река течёт на юго-запад по заболоченному лесному массиву. Впадает в Ир севернее деревни Большое Григорьево.

## Данные водного реестра
По данным государственного водного реестра России относится к Камскому бассейновому округу, водохозяйственный участок реки — Вятка от города Котельнич до водомерного поста посёлка городского типа Аркуль, речной подбассейн реки — Вятка. Речной бассейн реки — Кама.
Код объекта в государственном водном реестре — 10010300412111100036795.